# أماريتا أشاريا
أماريتا أشاريا (بالبوكمول: Amrita Acharya) هي ممثلة نرويجية، ولدت في 24 ديسمبر 1990 بكاتماندو في نيبال.

## أعمال

### أفلام
- (2011) الشيطان المزدوج
- (2014)  ريد ضد ديد

## وصلات خارجية
- أماريتا أشاريا على موقع IMDb (الإنجليزية)
- أماريتا أشاريا على موقع قاعدة بيانات الفيلم (الإنجليزية)